# Sabtschota Apchaseti
Sabtschota Apchaseti (georgisch საბჭოთა აფხაზეთი – Sowjetisches Abchasien) war eine georgischsprachige Zeitung in Abchasien, die von 1937 bis in die 1990er Jahre erschien.

## Geschichte
Sabtschota Apchaseti erschien seit 1937 in der Abchasischen ASSR, die wiederum Teil der Georgischen SSR war. In den 1970er-Jahren betrug die Auflage etwa 25.800 Exemplare. Als die Sowjetunion zerfiel und in Abchasien ein Bürgerkrieg herrschte, wurde die Zeitung eingestellt.